# Orthocraspis rectimarginata
Orthocraspis rectimarginata är en fjärilsart som beskrevs av George Francis Hampson 1896. Orthocraspis rectimarginata ingår i släktet Orthocraspis och familjen trågspinnare. Inga underarter finns listade i Catalogue of Life.